# Глибоководний гігантизм

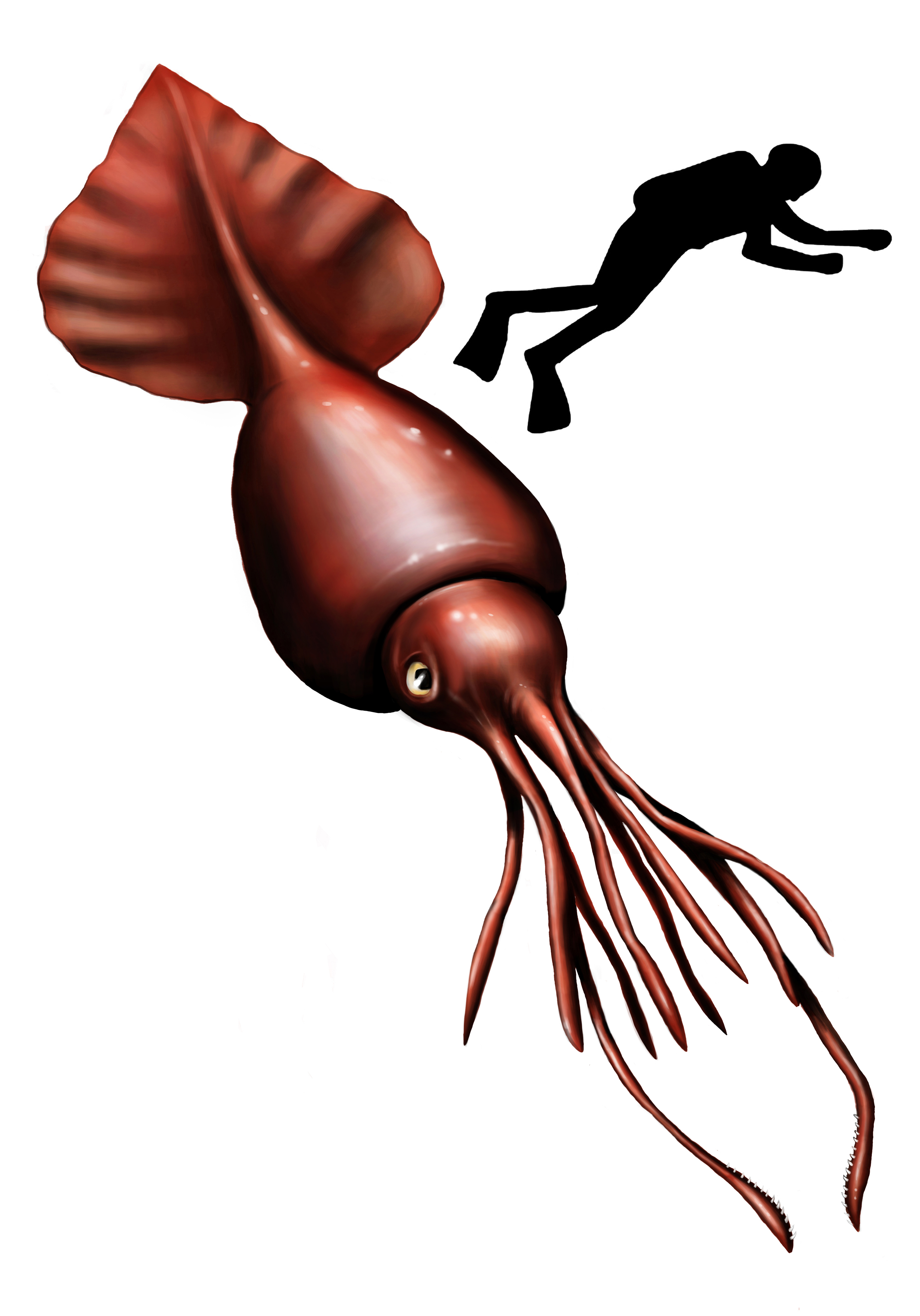
Глибоководний кальмар Mesonychoteuthis hamiltoni

Глибоководний гігантизм, або абісальний гігантизм — явище, характерне для глибоководних (абісальних та абісопелагіальних) організмів: тенденція до збільшення розмірів порівняно з мілководними формами.
Так, мізиди роду Amblyops на глибині 300—1500 метрів мають довжину 18 мм, на глибині 1900—2000 м — 25 мм, на глибині 7 кілометрів і більше — 38-40 мм. Іншими прикладами є гігантська ізопода, гігантський бокоплав, японський краб-павук, немертини, семирукий восьминіг, оселедцевий король (досягає в довжину до 11 м), скат Plesiobatis daviesi, а також низка видів кальмарів: глибоководний кальмар Mesonychoteuthis hamiltoni (максимальна довжина оцінюється у 12–14 м), колосальний кальмар (до 10 м у довжину), гігантський кальмар (до 13 м), Onykia robusta, Taningia danae, Galiteuthis phyllura, Moroteuthopsis longimana і довгорукі кальмари.